# Kosei Nakamura
Kosei Nakamura (中村 幸聖 Nakamura Kosei?), född 5 april 1981 i Kumamoto prefektur, är en japansk före detta fotbollsspelare.
Nakamura började sin karriär 2000 i Kashima Antlers. Med Kashima Antlers vann han japanska ligan 2000, 2001, japanska ligacupen 2000, 2002 och japanska cupen 2000. 2003 flyttade han till Montedio Yamagata. Han spelade 49 ligamatcher för klubben. Efter Montedio Yamagata spelade han för Albirex Niigata och Albirex Niigata Singapore. Han avslutade karriären 2006.